# Namsenfjord
Der Namsenfjord oder Namsfjord ist ein Fjord in den Kommunen Namsos und Flatanger im norwegischen Fylke Trøndelag. Der Fjord erstreckt sich 42 km in südöstlicher und später südlicher Richtung bis Sjøåsen und Løgnin am Ende des Fjords.
Die Fjordeinfahrt liegt zwischen Aurstøskjæret im Westen und Knappholman im Osten und verläuft zuerst längs der Kommunengrenze von Namsos und Flatanger. Der äußere Bereich des Fjords verläuft südwestlich der Insel Otterøya (143 km²). Hier befindet sich inmitten des Fjords die 10,3 km² große Insel Hoddøya.
Die Stadt Namsos liegt östlich von Lokaren an der Mündung des Flusses Namsen an einem östlichen Arm des Fjords. Der Namsenfjord setzt sich in südlicher Richtung fort bis zur Ostseite von Skjerpøya. Etwas südlich im Fjord befindet sich Kjølsøya. Der Fjordarm Løgnin setzt sich in südöstlicher Richtung zur Westseite der Insel fort, während sich Bangsundbotnet und Fjalbotnet nach Südosten erstrecken.
Die Fv215 verläuft am Westufer des äußeren Teils des Fjords nach Norden bis Statland. Auf Otterøya verläuft die Fv466 und die Riksvei 767 entlang dem Fjord. Entlang dem inneren Teil des Fjords verläuft um Namsos die Riksvei 17.